# Wright Patman
John William Wright Patman (né le 6 août 1893 – mort le 7 mars 1976) est un homme politique américain. Il a été membre du congrès (en) du Texas et a siégé au premier district congressionnel du Texas. Il a également siégé sur le United States House Committee on Financial Services (en) de 1965 à 1975.

## Biographie

### Jeunesse
Fils de John N. et d'Emma (Spurlin) Patman, John Patman est né le 6 août 1893 près de Hughes Springs, dans le comté de Cass. En 1912, il termine ses études secondaires à la Hughes Springs High School et s'inscrit à l'école de droit de l'Université Cumberland située à Lebanon (Tennessee). Diplômé en droit en 1916, il est admis au barreau du Texas la même année. Lors de la Première Guerre mondiale, il sert comme soldat et comme officier à la mitrailleuse.

### Carrière politique
En 1920, Patman est élu à la chambre des représentants du Texas. Il quitte cette dernière lorsqu'il est nommé procureur de district en 1924.
En 1928, il est élu à la Chambre des représentants des États-Unis au Texas's 1st congressional district. 
En janvier 1932, Patman initie une procédure de destitution (impeachment) du secrétaire au trésor Andrew Mellon. Ce dernier remettra sa démission le mois suivant.
Il écrit le Robinson Patman Act (en) en 1936. Durant toute sa carrière parlementaire il veille scrupuleusement à limiter le pouvoir des entreprises commerciales, industrielles et financières en refusant des fusions d'entreprises, en soutenant les lois antitrust et le Glass-Steagall Act

## Enquête du Watergate
Le comité de Wright Patman a joué un rôle prépondérant dans les premiers jours du Scandale du Watergate qui a mené à la démission du président américain Richard Nixon.
Le comité de Patman a analysé les billets de banque retrouvés sur les « plombiers » arrêtés, croyant pouvoir relier ceux-ci au Comité pour la réélection du Président.

## Prix et distinctions
Le Patman Congressional Federal Credit Union est nommé en son honneur à la Chambre des représentants des États-Unis à Washington (District of Columbia). Le Wright Patman Lake (en) dans le Nord-Est du Texas (en) est également nommé en son honneur.